# Форези (Мачерата)
Форези (итал. Foresi) насеље је у Италији у округу Мачерата, региону Марке.
Према процени из 2011. у насељу је живело 35 становника. Насеље се налази на надморској висини од 238 м.